# Ференц Пушкаш
Ференц Пушкаш (на унгарски: Puskás Ferenc; роден Ференц Пурцелд Биро, на унгарски: Purczeld Bíró Ferenc) е бивш унгарски футболист и треньор, играещ като нападател, изявен голмайстор. Един от най-успешните футболисти в отборите на Унгария и Реал Мадрид, световен вицешампион от 1954 г.

## Кариера
Отначало Пушкаш играе в Кишпещ (1943-1948), който по-късно е прекръстен на Хонвед (1948-1956), а след това въпреки ограниченията от политически характер за трансфер на футболисти от Източна и Централна Европа по това време, преминава в Реал Мадрид (1958-1966). Изявява се като изключително ефективен и резултатен футболист. Има над 1300 мача в които е вкарал над 592 гола (528 мача и 512 гола за първенство). Четири пъти е шампион на Унгария с отбора на Хонвед (1950, 1952, 1954, 1955), с отбора на Реал Мадрид 6 пъти е шампион на Испания (1958, 1961, 1962, 1963, 1964, 1965), носител на купата на Испания за 1962, носител на КЕШ през 1960 (отбелязва 4 гола на финала), носител на Междуконтиненталната купа за 1960, финалист за КЕШ през 1962 и 1964. Голмайстор през 1948 г. – 50 гола, 1950 – 31 и 25 (два шампионата в една година), 1953 – 27, 1960 – 25, 1961 – 28, 1963 – 26, 1964 – 20.
Има 85 мача и 84 гола за националният отбор на Унгария, с който има участия на световното първенство през 1954 г. - второ място, световното през 1962 и на Олимпийските игри през 1952 г., където Унгария печели първото място. Има 4 мача и за националният отбор на Испания.
Треньор е на Депортиво Алавес (1966-1967), Сан Франциско Голдън Гейтс (1967), Ванкувър Роялс (1968-1969), Панатинайкос (1969-1974, шампион през 1970 и 1972 г., финалист за КЕШ през 1971 г.), Реал Мурсия (1974-1975), Коло Коло (1975-1977), АЕК Атина (1978-1979), Ал-Марси (1979-1980, 1984-1985), Клуб Сол де Америка (1985-1986), Серо Портеньо (1986), Саут Мелбърн Хелас (1989-1992), националния отбор на Унгария през 1993 г.
Обявен за футболист № 4 в Европа за столетието.

Избран е за „Мистър Гол“ на ХХ век от вестник „Ла Гадзета дело Спорт“.